# Telenassa jana
Telenassa jana är en fjärilsart som beskrevs av Felder 1867. Telenassa jana ingår i släktet Telenassa och familjen praktfjärilar. Inga underarter finns listade i Catalogue of Life.

## Bildgalleri

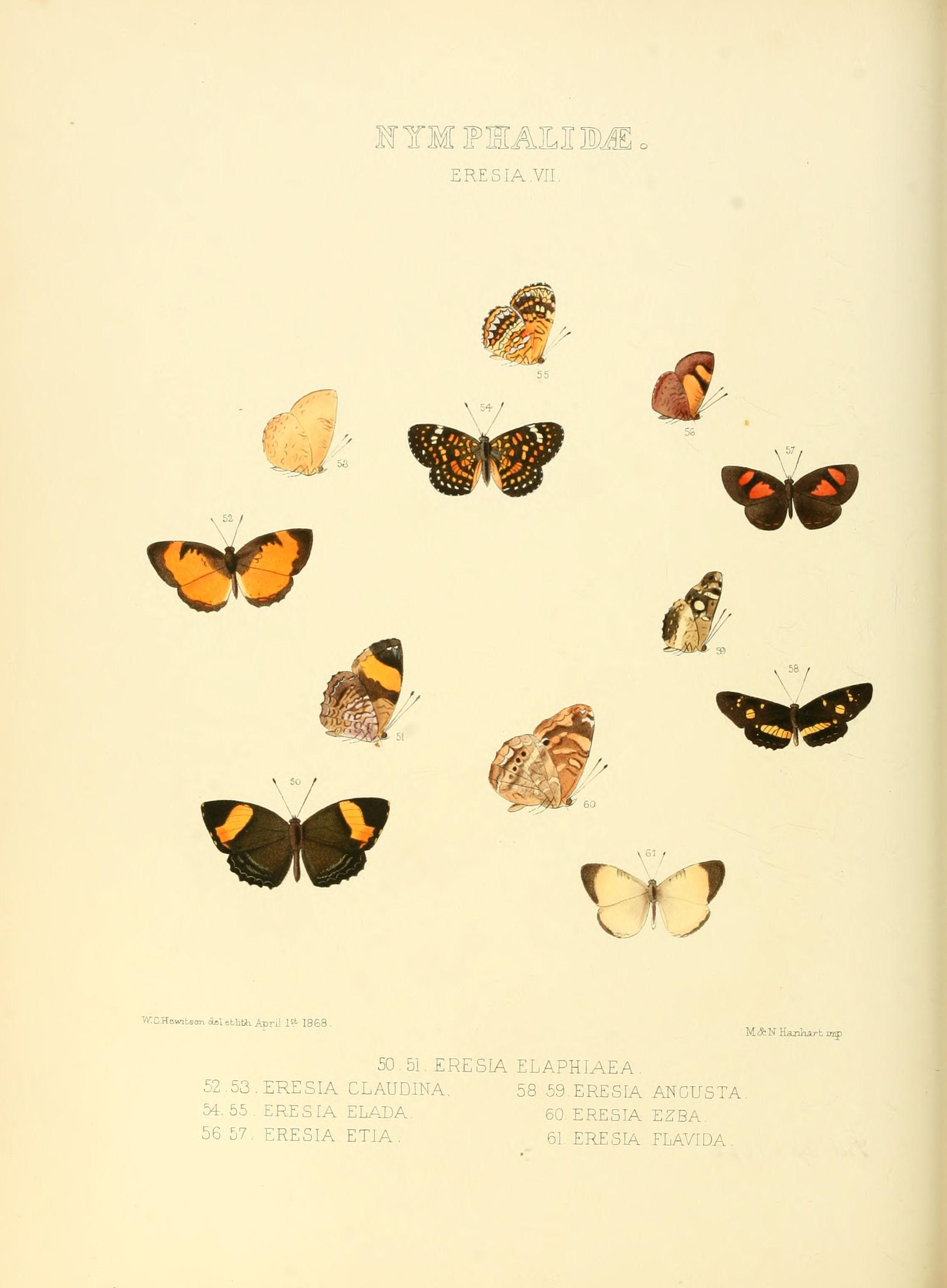